# Primary Colors
Primary Colors és una pel·lícula estatunidenca de Mike Nichols, estrenada el 1998. Ha estat doblada al català. Jack Stanton (John Travolta), governador d'un Estat del sud dels EUA està immers en la lluita per la presidència dels Estats Units. Recolzat per la seva dona (Emma Thompson) i un grup de col·laboradors propers, aspira a la presidència. També treballa per a ell com a coordinador Henry, un jove idealista de color net d'un defensor pels drets civils. En plena campanya, un escàndol sexual esquitxa al candidat Stanton, la qual cosa obliga a la seva família i a tot el seu equip a tancar files entorn del senador. La pel·lícula és protagonitzada per John Travolta, Emma Thompson, Billy Bob Thornton, Kathy Bats, Adrian Lester, Maura Tierney, Larry Hagman.

## Argument
La pel·lícula es concentra en l'accidentada campanya del candidat nord-americà a la presidència dels Estats Units el governador meridional Jack Stanton, Per descomptat que qualsevol semblança amb la realitat no és pura coincidència. Fa suposada referència a la campanya de 1992 de l'expresident dels Estats Units Bill Clinton, que ho va tenir com a protagonista i, alhora, en l'ull de tempesta d'una sèrie de denúncies sobre affaires.

## Repartiment
- John Travolta: Jack Stanton[5]
- Emma Thompson: Susan Stanton[6]
- Diane Ladd: Mamma Stanton
- Adrian Lester: Henry Burton[7]
- Paul Guilfoyle: Howard Ferguson[8]
- Billy Bob Thornton: Richard Jemmons[9]
- Kathy Bates: Libby Holden[10]
- Maura Tierney: Daisy Green[11]
- Robert Klein: Norman Asher[12]
- Gia Carides: Cashmere McLeod[13]
- Kevin Cooney: Lawrence Harris[14]
- Larry Hagman: el governador Fred Picker[15]
- Stacy Edwards: Jennifer Rogers
- Rob Reiner: Izzy Rosenblatt
- Caroline Aaron: Lucille Kaufman[16]
- Allison Janney: Miss Walsh
- James Denton: Mitch
- Tony Shalhoub: Eddie Reyes
- Mykelti Williamson: Dewayne Smith
- Bonnie Bartlett: Martha Harris
- Bianca Lawson: Loretta
- Robert Easton: Dr. Beauregard
- Ben Jones: Arlen Sporken[17]
- Robert Cicchini: Jimmy Ozio[18]
- Chelcie Ross: Charlie Martin[19]
- Robert Symonds: Bart Nilson[20]
- Rebecca Walker: March
- Tommy Hollis: William McCullison (Fat Willie)
- J. C. Quinn: Oncle Charlie
- Leontine Guilliard: Ruby
- Monique Ridge: Tawana Carter (com Monique L. Ridge)
- Ned Eisenberg: Brad Lieberman
- Brian Markinson: Randy Culligan
- John Vargas: Lorenzo Delgado
- William Stanford Davis: Jack Mandela Washington
- Harrison Young: Sam
- Rolando Molina: Anthony Ramirez
- Ross Benjamin: Peter Goldsmith
- Kristoffer Ryan Winters: Terry Hicks
- Susan Kussman: Ella Louise
- Vickilyn Reynolds: Amalee
- Scott Burkholder: Danny Scanlon
- Daryce Richman: Linda Feldstein
- James Earl Jones: veu del comentarista de CNN
- Geraldo Rivera: ell mateix
- Charlie Rose: ell mateix
- Larry King: ell mateix
- Bill Maher: ell mateix

## Premis i nominacions

### Premis
- 1999. BAFTA al millor guió adaptat per Elaine May

### Nominacions
- 1999. Oscar a la millor actriu secundària per Kathy Bates
- 1999. Oscar al millor guió adaptat per Elaine May
- 1999. Globus d'Or al millor actor musical o còmic per John Travolta
- 1999. Globus d'Or a la millor actriu secundària per Kathy Bates
- 1999. BAFTA a la millor actriu secundària per Kathy Bates

## Al voltant de la pel·lícula
- El pel·lícula està inspirat en la campanya electoral de Bill Clinton el 1992, al·ludint a l'assumpte Gennifer Flowers, i no a l'assumpte Monica Lewinsky.
- Tom Hanks, originalment proposat per al paper principal, ho va refusar a conseqüència de la seva amistat amb Bill Clinton.